# كلاوس بو لارسن

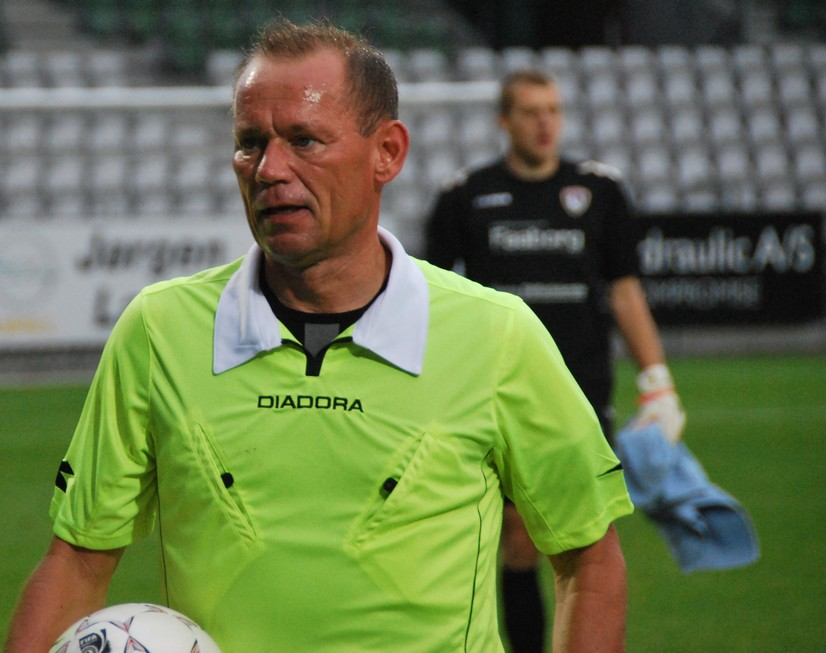

كلاوس بو لارسين (بالدنماركية: Claus Bo Larsen)‏ (مواليد 28 أكتوبر 1965 في أودنسه) حكم كرة قدم دنماركي . قرر
الاتحاد الدولي لكرة القدم اعتماده حكما دوليا في سنة 1996 .

## روابط خارجية
- كلاوس بو لارسن على موقع Soccerway.com (الإنجليزية)